# جاكوب يندستروم
جاكوب يندستروم (بالسويدية: Jakob Lindström)‏ هو لاعب كرة قدم سويدي في مركز الوسط، ولد في 14 يونيو 1993. لعب مع نادي أورغريته.

## وصلات خارجية
- جاكوب يندستروم على موقع اتحاد النرويج (النرويجية)
- جاكوب يندستروم على موقع اتحاد السويد (السويدية)
- جاكوب يندستروم على موقع قاعدة بيانات كرة القدم.إي يو (الإنجليزية)